# Luis Canalejas Méndez
Luis Canalejas Méndez (Madrid, 8 de març 1862 - 27 d'octubre de 1910) fou un enginyer i polític espanyol, diputat a les Corts Espanyoles durant la restauració borbònica. Fill del filòsof José Canalejas y Casas i germà del polític José Canalejas y Méndez. Fou enginyer de camins, canals i ports, i el 1891 fou l'enginyer responsable de la construcció del ferrocarril de Peñarroya a Fuente del Arco. Tenia una llibreria al carrer Sevilla de Madrid i va administrar els béns de la família. També fou membre del Partit Liberal (Espanya) i fou elegit diputat per Cuba a les eleccions generals espanyoles de 1896 i per Vilademuls (Girona) a les eleccions de 1898, 1901, 1903 i 1905. El 1905 també fou nomenat senador vitalici.